# 倶知安郵便局
倶知安郵便局（くっちゃんゆうびんきょく）は北海道虻田郡倶知安町にある郵便局。民営化前の分類では集配普通郵便局であった。

## 概要
住所：〒044-8799 北海道虻田郡倶知安町南1条東1丁目17

## 沿革
- 1897年（明治30年）9月1日 - 倶知安郵便局（三等）として開設[1]。
- 1898年（明治31年）11月16日 - 為替・貯金取扱を開始。
- 1899年（明治32年）12月1日 - 倶知安郵便電信局となる。
- 1903年（明治36年）4月1日 - 通信官署官制の施行に伴い倶知安郵便局となる。
- 1973年（昭和47年）11月 - 局舎新築落成。
- 1989年（平成元年）6月30日 - 寒別郵便局の廃止に伴い、取扱事務を承継。
- 1999年（平成11年） - 外国通貨の両替および旅行小切手の売買に関する業務取扱を開始[2]。
- 2007年（平成19年）10月1日 - 民営化に伴い、併設された郵便事業倶知安支店に一部業務を移管。
- 2012年（平成24年）10月1日 - 日本郵便株式会社の発足に伴い、郵便事業倶知安支店を倶知安郵便局に統合。

## 取扱内容
- 郵便、印紙、ゆうパック、内容証明
- 貯金、為替、振替、振込、国際送金、外貨両替・トラベラーズチェック、国債、投資信託
- 生命保険、バイク自賠責保険、自動車保険、がん保険、引受条件緩和型医療保険
- ゆうちょ銀行ATM
- 虻田郡倶知安町内の集配業務
- ゆうゆう窓口

## 周辺
- 倶知安町役場
- 後志総合振興局
- 倶知安警察署
- 国道5号
- 国道276号

## アクセス
- JR函館本線 倶知安駅から東へ約700m（徒歩約8分）
- ニセコバス 倶知安十字街停留所下車
- 駐車場あり：7台